# The New World Order
The New World Order è il quarto album del gruppo hip hop statunitense Poor Righteous Teachers, pubblicato il 15 ottobre 1996 e distribuito da Profile. Ultimo album del gruppo e unico a non entrare nella Billboard 200. Collaborano KRS-One, Lauryn Hill, Wyclef Jean, Nine, Pras Michel, Junior Reid e Brother J degli X Clan.
| Recensione | Giudizio |
| ---------- | -------- |
| AllMusic   | [ 1 ]    |

## Tracce
Musiche (tracce 1-2, 5-6, 9, 11-14, 17) e missaggio (tracce 4, 8, 10, 15) di Father Shaheed, musiche (tracce 3 e 7) e missaggio (traccia 16) di Ezo Brown, musiche di Culture Freedom (tracce 4, 8, 15), musica di KRS-One (traccia 10), musica (traccia 16) e missaggio (tracce 3 e 7) di DJ Clark Kent. 
1. Who Shot the President? (Intro) – 0:39
2. Miss Ghetto – 4:45 (testo: Albert Johnson, Kejuan Muchita, Scott Phillips, Timothy Grimes)
3. Word Iz Life – 4:30 (testo: Ezo Brown, Grimes)
4. Allies (featuring Wyclef Jean, Lauryn Hill & Pras) – 4:30 (testo: Kerry Williams, Grimes, Lauryn Hill, Wyclef Jean, Prakazrel Michel)
5. New World News (Interlude) – 1:17
6. Gods, Earths and 85ers (featuring Nine) – 4:54 (testo: Alan Bergman, Marilyn Bergman, Michel Legrand, Clifford Smith, Corey Woods, Dennis Coles, Derrick Keyes, Gary Grice, Jason Hunter, Lamont Hawkins, Robert Diggs, Russell Jones, Phillips, Grimes)
7. My Three Wives (Shakyla Pt. III) (featuring Miss Jones) – 5:35 (testo: Brown, Lonnie Liston Smith, Grimes)
8. Wicked Everytime – 3:13 (testo: Williams, Grimes)
9. N.A.T.O. (Global Cops) (Interlude) – 0:52
10. Conscious Style (featuring KRS-One) – 4:26 (testo: Lawrence Parker, Grimes)
11. Culture Freestyle (Interlude) – 2:20
12. They Turned Gangsta (featuring Brother J) – 4:16 (testo: Andrew Gregory, Jason Hunter, Phillips, Grimes)
13. We Dat Nice – 4:37 (testo: Johnson, Muchita, Phillips, Grimes)
14. Hear Me Out (Interlude) – 1:46
15. For da Love of This – 4:40 (testo: Williams, Grimes)
16. Dreadful Day (featuring Junior Reid) – 4:30 (testo: Alan Price, Delroy Reid, Rodolfo Franklin, Grimes)
17. Sistuh – 4:33 (testo: Phillips, Grimes)
18. Outro – 2:07

Durata totale: 63:30

## Classifiche

### Classifiche settimanali
| Classifica (1996)         | Posizione massima |
| ------------------------- | ----------------- |
| US Top R&B/Hip-Hop Albums | 57                |